# Омск-Северный (аэродром)
Омск-Северный — военный аэродром совместного базирования в Омске. Расположен на восточной окраине города, вблизи посёлка Осташково. Находится в ведении Министерства обороны Российской Федерации (Минобороны России), эксплуатируется также Роскосмосом и Минпромэнерго России.
Аэродром «Омск (Северный)» 1 класса, принимаемые воздушные суда: Ил-76, Ту-154 и все более лёгкие, а также вертолёты всех типов.
На аэродроме базировалась 105-я отдельная смешанная авиационная эскадрилья авиации РВСН (самолёты Ан-26, вертолёты Ми-8), отдельная военно-транспортная авиационная эскадрилья 242 учебного центра ВДВ ВС России, летно-испытательная станция ПО «Полёт». Ранее на аэродроме базировался 64 иап ПВО ВС России, расформированный в 1998 году (самолеты Ту-128, МиГ-31).
В 2002 году планировалось, что аэродром будет реконструирован под программу выпуска самолётов Ан-70 и приём Ан-124 «Руслан», которые будут поставляться из Украины и окончательно собираться в Омске на базе ПО «Полёт». Ввиду этого планировалось, что аэродром почти сразу получит статус международного, будет построен таможенный терминал со складом крупногабаритных грузов; будет обновлено радиолокационное и электронное оборудования для безопасного взлёта и посадки «Русланов»; полностью будут реконструированы и построены новые рулёжные дорожки; будет построен один из крупнейших за Уралом крытый аэродромный цех для предполётного обслуживания, доводки Ан-70 и аналогичных самолётов. Планировалось, что размеры цеха (100 х 80 м) превысят размеры самого крупного сборочного цеха № 66 на «Полете», а строительство нового аэродромного комплекса позволит создать около 500 рабочих мест. Финансирование проектов реконструкции аэродрома и освоения в производство Ан-70 на «Полёте» стоимостью 200 миллионов долларов должно было быть федеральным, однако отсутствовало. Впоследствии Россия отказалась от реализации этого проекта.
С 1996 по 2007 годы аэродром использовался также как аэропорт: был допущен к приёму чартерных рейсов гражданской авиации.